# Scepasma mediomatricorum
Scepasma mediomatricorum (лат.) — вид вымерших насекомых с неполным превращением из семейства Homoiopteridae отряда палеодиктиоптер.
Описан по единственному типовому образцу GMS D/1001 — оттиску фрагмента передних и задних крыльев, найденному в палеозойских отложениях каменноугольного периода формации Saarbrücken, расположенной в земле Саар (Германия). Точное место находки неизвестно. Примерный размер крыла Scepasma mediomatricorum составляет 210 на 61 мм.